# Luca Botta

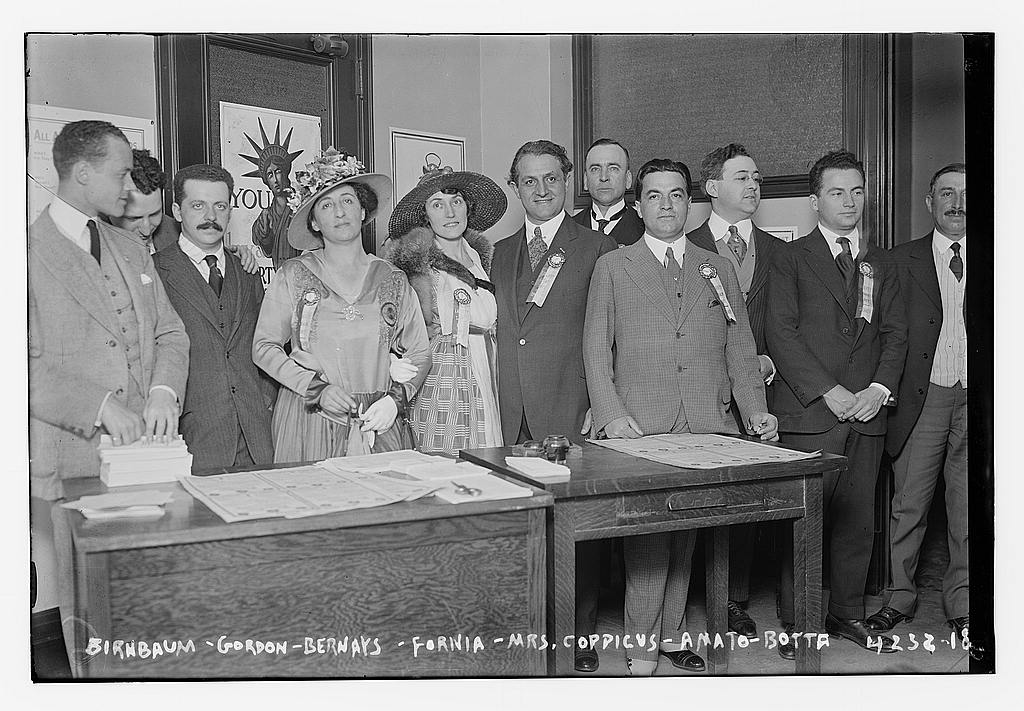
Botta, de man rechts achter de tafel op de eerste rij

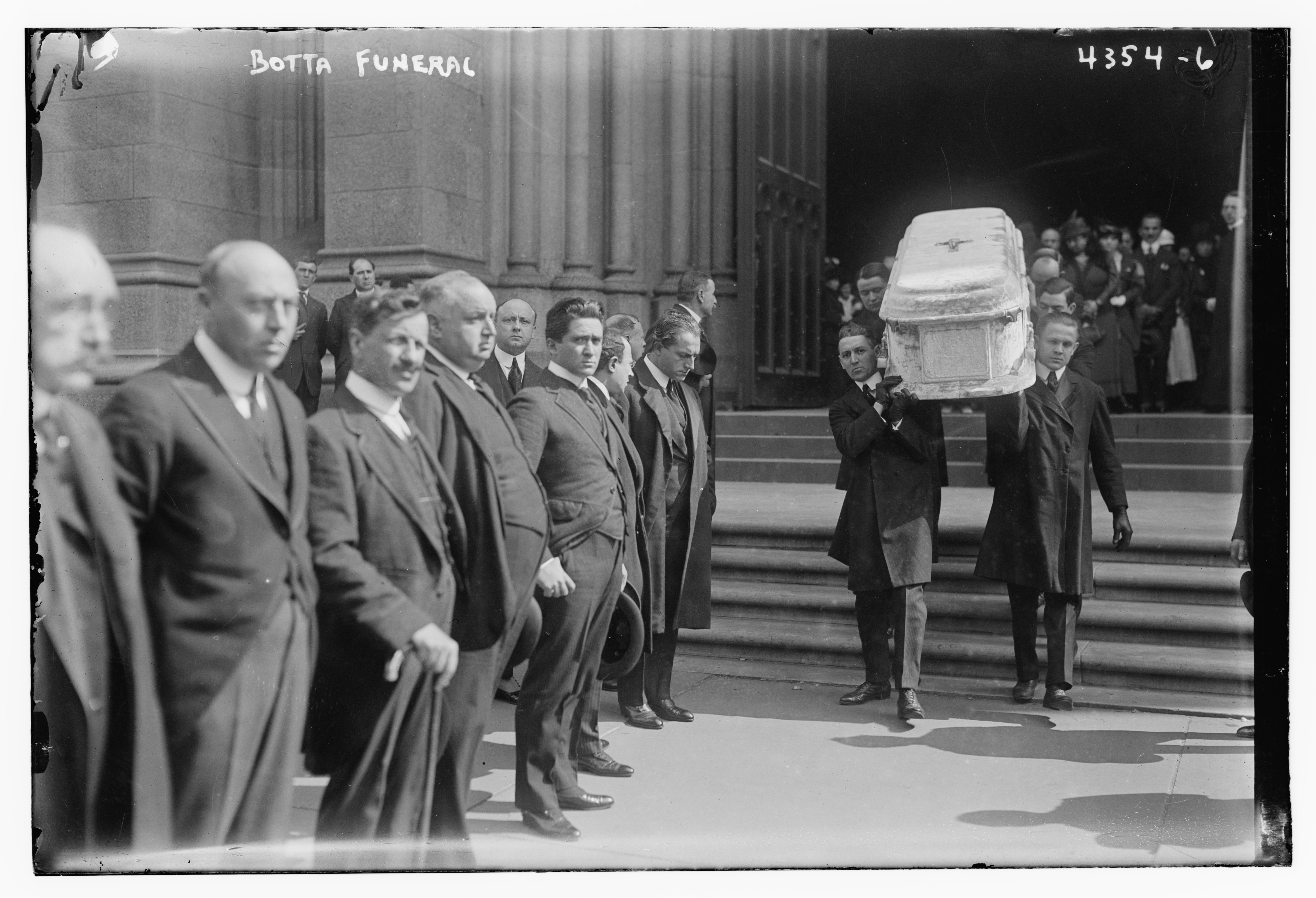
Begrafenis in New York (1917)

Luca Botta (Amalfi, 16 april 1882 – New York, 29 september 1917) was een Italiaans tenor. 

## Levensloop
Hij studeerde muziek aan het Conservatorium van San Pietro a Majella in Napels, in het koninkrijk Italië. 
Na een omzwerving in operahuizen in Italië en Zuid-Amerika, kreeg Botta een vaste betrekking aan het Metropolitan Opera in New York. Van 1914 tot 1917 trad hij op in een 90-tal uitvoeringen. Het ging om opera’s zoals La Traviata, Madama Butterfly, La Bohème, Iris, Cavalleria Rusticana en L’Amore dei Tre Re gecomponeerd door Italo Montemezzi.
Hij stierf aan kanker op de leeftijd van 35 jaar (1917), in volle periode van de Eerste Wereldoorlog. De begrafenis vond plaats in de Saint Patrick's Cathedral . Het stoffelijk overschot werd overgebracht naar Amalfi, waar zijn familie woonde.